# Gorje
Gorje é um município da Eslovênia. A sede do município fica na localidade de Zgornje Gorje. Foi criado em 2006, a partir do município Bled.